# Синекаменка
Синека́менка (до 1948 года Кокта́ш; укр. Синьокам'янка, крымскотат. Köktaş, Кокташ) — село в Белогорском районе Республики Крым, входит в состав Земляничненского сельского поселения (согласно административно-территориальному делению Украины — Земляничненского сельского совета Автономной Республики Крым).

## Население
| 2001 | 2014 |
| ---- | ---- |
| 377  | ↘340 |

Всеукраинская перепись 2001 года показала следующее распределение по носителям языка
| Язык             | Процент |
| ---------------- | ------- |
| крымскотатарский | 57.29   |
| русский          | 36.07   |
| украинский       | 5.04    |
| другие           | 0.27    |

### Динамика численности
| - 1805 год — 258 чел. - 1864 год — 167 чел. - 1889 год — 412 чел. - 1892 год — 213 чел. - 1897 год — 591 чел. - 1902 год — 581 чел. - 1915 год — 389 чел. | - 1926 год — 305 чел. - 1939 год — 370 чел. - 1989 год — 298 чел. - 2001 год — 377 чел. - 2009 год — 370 чел. - 2014 год — 340 чел. |

## Современное состояние
На 2017 год в Синекаменке числится 6 улиц; на 2009 год, по данным сельсовета, село занимало площадь 48,2 гектара на которой, в 119 дворах, проживало 370 человек. В селе находятся фельдшерско-акушерский пункт, старинная мечеть «Кокташ джамиси».

## География
Синекаменка — горное село на востоке района, в котловине Внутренней гряды Крымских гор, образованной верховьем реки Баймурза (левый приток Индола) и её безымянного левого притока, в 1,8 км к югу от шоссе Симферополь — Феодосия, высота центра села над уровнем моря — 439 м. Ближайшие сёла — Еленовка в 5,6 километрах на северо-востоке и Родники — в 3,5 км на северо-запад. Расстояние до райцентра — около 23 километров (по шоссе), до железнодорожной станции Феодосия — примерно 56 километров. Транспортное сообщение осуществляется по региональной автодороге 35Н-106 от шоссе 35К-003 Симферополь — Феодосия до Синекаменки (по украинской классификации — С-0-10330).

## История
Первое документальное упоминание села встречается в «Османском реестре земельных владений Южного Крыма 1680-х годов», согласно которому в 1686 году (1097 год хиджры) житель Кокташа Карт Мустафа владел участком земли в селении Ворон. По Камеральному Описанию Крыма… 1784 года в последний период Крымского ханства Гокташ входил в Ширинский кадылык Кефинского каймаканства. После присоединения Крыма к России (8) 19 апреля 1783 года, (8) 19 февраля 1784 года, именным указом Екатерины II сенату, на территории бывшего Крымского Ханства была образована Таврическая область и деревня была приписана к Левкопольскому, а после ликвидации в 1787 году Левкопольского — к Феодосийскому уезду Таврической области. После Павловских реформ, с 1796 по 1802 год, входила в Акмечетский уезд Новороссийской губернии. По новому административному делению, после создания 8 (20) октября 1802 года Таврической губернии, Кокташ был определён центром Кокташской волости Феодосийского уезда.
По Ведомости о числе селений, названиях оных, в них дворов… состоящих в Феодосийском уезде от 14 октября 1805 года, в деревне Кокташ числилось 37 дворов, 249 крымских татар и 9 крымских цыган. На военно-топографической карте генерал-майора Мухина 1817 года обозначена Кокташ с 61 двором. После реформы волостного деления 1829 года Кокташ, согласно «Ведомости о казённых волостях Таврической губернии 1829 года» остался центром Кокташской волости. На карте 1836 года в деревне 78 дворов, как и на карте 1842 года.
В 1860-х годах, после земской реформы Александра II, деревню приписали к Салынской волости того же уезда. В «Списке населённых мест Таврической губернии по сведениям 1864 года», составленном по результатам VIII ревизии 1864 года, Кокташ — владельческая русско-татарско-греческая деревня с 20 дворами, 167 жителями и мечетьюпри овраге Быкачи (на трёхверстовой карте Шуберта 1865—1876 года в деревне Кокташ обозначено 30 дворов). В 1886 году было открыто татарское народное министерское училище, построенное на средства Ширинских, С.-А. Челебиева и И.-М. Аргинского.
В «Памятной книге Таврической губернии 1889 года» по результатам Х ревизии 1887 года записан Кокташ с 73 дворами и 412 жителями. На верстовой карте 1890 года в деревне обозначено 90 дворов с татарским населением. По «…Памятной книжке Таврической губернии на 1892 год» в Кокташе, не входившей ни в одно сельское общество, числилось 213 безземельных жителей, домохозяйств не имеющих.
После земской реформы 1890-х годов, которая в Феодосийском уезде прошла после 1892 года, деревня осталась в составе Салынской волости.
Перепись 1897 года зафиксировала в деревне 591 жителя, из которых 498 крымских татар. По «…Памятной книжке Таврической губернии на 1902 год» в деревне Кокташ, входившей в Коперликойское сельское общество, числился 581 житель, домохозяйств не имеющий. По Статистическому справочнику Таврической губернии. Ч.II-я. Статистический очерк, выпуск пятый Феодосийский уезд, 1915 год, в селе Кокташ (татарских собственников) Салынской волости Феодосийского уезда числилось 85 дворов (все дворы с землёй) с татарским населением в количестве 389 человек приписных жителей, из которых 217 мужчина и 172 женщины. Жители владели 106 десятинами удобной земли. В хозяйствах имелось 82 лошади, 31 вол, 75 коров и 10 голов овец, свиней, или коз. Также записаны 2 имения — П. С. Мезенцева и братьев Джан-Али и Кош-Алий, оба без населения.
После установления в Крыму Советской власти, по постановлению Крымревкома от 8 января 1921 года была упразднена волостная система и село вошло в состав вновь созданного Карасубазарского района Симферопольского уезда, а в 1922 году уезды получили название округов. 11 октября 1923 года, согласно постановлению ВЦИК, в административное деление Крымской АССР были внесены изменения, в результате которых округа ликвидировались, Карасубазарский район стал самостоятельной административной единицей и село включили в его состав. Согласно Списку населённых пунктов Крымской АССР по Всесоюзной переписи 17 декабря 1926 года, в селе Кокташ, центре упразднённого к 1940 году Кокташского сельсовета Карасубазарского района, числилось 80 дворов, все крестьянские, население составляло 305 человек, из них 258 татар, 25 греков, 10 русских, 9 армян, 1 немец, 1 еврей, 1 записан в графе «прочие», действовала татарская школа. По данным всесоюзной переписи населения 1939 года в селе проживало 370 человек.
В 1944 году, после освобождения Крыма от фашистов, согласно Постановлению ГКО № 5859 от 11 мая 1944 года, 18 мая крымские татары из Кокташа были депортированы в Среднюю Азию. 12 августа 1944 года было принято постановление № ГОКО-6372с «О переселении колхозников в районы Крыма», в исполнение которого в район завезли переселенцев: 6000 человек из Тамбовской и 2100 — Курской областей и в сентябре того же года в район приехали первые новоселы (212 семей), а в начале 1950-х годов последовала вторая волна переселенцев из различных областей Украины. С 25 июня 1946 года Кокташ в составе Крымской области РСФСР Указом Президиума Верховного Совета РСФСР от 18 мая 1948 года, Кокташ переименовали в Синекаменку — прямой перевод крымскотатарского названия. 26 апреля 1954 года Крымская область была передана из состава РСФСР в состав УССР. Время переподчинения Богатовскому сельсовету пока не установлено: на 15 июня 1960 года село уже числилось в его составе, как и на 1977 год. С отнесением к Земляничненскому сельсовету тоже пока нет ясности. По данным переписи 1989 года в селе проживало 298 человек. С 12 февраля 1991 года село в восстановленной Крымской АССР, 26 февраля 1992 года переименованной в Автономную Республику Крым. С 21 марта 2014 года в составе Крыма аннексирована Россией.